# Franco Catto
Franco Catto (Oderzo, 21 maggio 1947) è un ex calciatore italiano, di ruolo terzino.

## Carriera
Dopo alcuni anni di gavetta nel Vittorio Veneto, viene prelevato dal Perugia, dove milita per una stagione, ed esordisce in Serie B, il 14 settembre del 1969, in Perugia-Reggiana 2-0.
Poi passa alla Sambenedettese come difensore, indossando la maglia rossoblù per ben nove stagioni, delle quali cinque in Serie B, conquistando anche una promozione in questa serie, nel campionato di Serie C del 1973-1974, con la squadra guidata dal triestino Marino Bergamasco, in cui militavano anche Valà, Castronaro, Ripa, Chimenti, Simonato e Basilico.
Infine chiude la sua carriera al Francavilla. Ha totalizzato complessivamente 177 presenze ed una rete in Serie B.

## Palmarès

### Club

#### Competizioni nazionali
- Serie C: 1

Sambenedettese: 1973-1974